# رنگ خیال
رنگ خیال یک مجموعه تلویزیونی محصول سال به کارگردانی علی بیابانی،  می‌باشد که در نیمه دوم دهه ۱۳۷۰ خورشیدی از برنامه سیمای خانواده شبکه یک پخش شد.

## بازیگران
- محمد ابهری
- پروین سلیمانی
- محسن قاضی‌مرادی
- مصطفی طاری
- مهوش وقاری
- هوشنگ دیبائیان
- الیزا جوهری
- حسین کسری
- مرتضی ضرابی
- علی برجسته
- سیما گرجی
- فاطمه طاهری
- وحید ترحمی
- فرخ عظیم‌زاده
- غلامرضا متقی
- مریم بختیاری
- حسین خوش سخن
- هادی خوش سخن
- حمید حمیدی‌نیا
- شکرالله حسنی
- علی‌اکبر نیکخو
- تقی زنجانی
- سیدامیر آخشی‌جان